# Мовчанівська сільська рада (Ружинський район)
Мовчанівська сільська рада — колишня адміністративно-територіальна одиниця та орган місцевого самоврядування у Ружинському і Попільнянському районах Бердичівської округи, Київської й Житомирської областей Української РСР та України з адміністративним центром у с. Мовчанівка.

## Населені пункти
Сільській раді були підпорядковані населені пункти:
- с. Мовчанівка
- с-ще Мовчанівське

## Населення
Відповідно до перепису населення СРСР, станом на 17 грудня 1926 року, чисельність населення ради становила 2 358 осіб, з них, за статтю: чоловіків — 1 154, жінок — 1 204, етнічний склад: українців — 2 333, росіян — 6, євреїв — 6, поляків — 7, чехів — 3, інші — 3. Кількість господарств — 552, з них несільського типу — 1.
Відповідно до результатів перепису населення СРСР, кількість населення ради, станом на 12 січня 1989 року, становила 1 387 осіб.
Станом на 5 грудня 2001 року, відповідно до перепису населення України, кількість мешканців сільської ради становила 1 273 особи.

## Склад ради
Рада складалася з 16 депутатів та голови.

### Керівний склад сільської ради
| ПІБ                         | Основні відомості                                                                                  | Дата обрання | Дата звільнення |
| --------------------------- | -------------------------------------------------------------------------------------------------- | ------------ | --------------- |
| Козіцька Галина Євгеніївна  | Сільський голова, 1963 року народження, освіта                                                     | 26.03.2006   | 31.10.2010      |
| Чернявський Василь Іванович | Сільський голова, 1952 року народження, освіта вища, член Всеукраїнського об'єднання 'Батьківщина' | 31.10.2010   |                 |

Примітка: таблиця складена за даними джерела

## Історія
Створена 1923 року в с. Мовчанівка Ружинської волості Сквирського повіту Київської губернії.
Станом на 1 вересня 1946 року сільська рада входила до складу Ружинського району Житомирської області, на обліку в раді перебувало с. Мовчанівка.
27 червня 1969 року взято на облік селище Мовчанівське.
На 1 січня 1972 року сільська рада входила до складу Ружинського району Житомирської області, на обліку в раді перебували с. Мовчанівка та сел. Мовчаніське.
Виключена з облікових даних 17 липня 2020 року. Територію та населені пункти ради, відповідно до розпорядження Кабінету Міністрів України № 711-р від 12 червня 2020 року «Про визначення адміністративних центрів та затвердження територій територіальних громад Житомирської області», включено до складу Ружинської селищної територіальної громади Бердичівського району Житомирської області.
Входила до складу Ружинського (7.03.1923 р., 4.01.1965 р.) та Попільнянського (30.12.1962 р.) районів.